# Валя-Вієй (Горж)
Валя-Вієй (рум. Valea Viei) — село у повіті Горж в Румунії. Адміністративно підпорядковане місту Турчень.
Село розташоване на відстані 221 км на захід від Бухареста, 32 км на південь від Тиргу-Жіу, 59 км на північний захід від Крайови.

## Населення
За даними перепису населення 2002 року у селі проживали 526 осіб, усі — румуни. Усі жителі села рідною мовою назвали румунську.